# L'Été de mes 27 baisers
Pour plus de détails, voir Fiche technique et Distribution.
L'Été de mes 27 baisers (géorgien : 27 დაკარგული კოცნა, Otsdashvidi dakarguli kotsna) est un film germano-britannico-franco-géorgien, sorti en 2000,.

## Fiche technique
- Titre original géorgien : 27 დაკარგული კოცნა, Otsdashvidi dakarguli kotsna
- Titre français : L'Été de mes 27 baisers
- Réalisation : Nana Djordjadze
- Scénario : Nana Djordjadze et Irakli Kvirikadze
- Photographie : Phedon Papamichael
- Musique : Goran Bregovic
- Production : Oliver Damian, Arthur Hofer, Torsten Leschly, Jens Meurer, Jill Robertson et Oscar van Heek
- Pays d'origine :  Allemagne -  Royaume-Uni -  France -  Géorgie
- Date de sortie : 2000

## Distribution
- Nutsa Kukhianidze : Sibylla
- Evgueni Sidikhine : Alexander
- Shalva Iashvili : Mickey
- Pierre Richard : Le capitaine qui a perdu la mer
- Amaliya Mordvinova : Veronica
- Levan Uchaneishvili : Pjotr
- Davit Gogibedashvili : Defi Gogibedashvili